# Aphonopelma coloradanum
Aphonopelma coloradanum là một loài nhện trong họ Theraphosidae.
Loài này thuộc chi Aphonopelma. Aphonopelma coloradanum được Ralph Vary Chamberlin miêu tả năm 1940.